# Вулиця Ладо Асатіані
Вулиця Ладо Асатіані (груз. ლადო ასათიანის ქუჩა) — вулиця в Тбілісі, що знаходиться в історичних районах Старе місто та Сололакі під однойменною горою, на якій знаходиться фортеця Нарікала. Проходить від Хлібної площі до розвилки на Коджорську вулицю та проїзд Асатіані.

## Історія
Одна з найстаріших вулиць міста, знаходилася поза міських фортечних стін. На плані царевича Вахушті вулиця показана щільно забудованої в своєму початку. До перського погрому міста військами Ага Мохаммед Хана (1795) в районі вулиці знаходився палац еріставів Арагві (вказано на плані царевича Вахушті). На початку XVIII століття тут знаходився палац Бебуташвілі, який займав велику територію різними будівлями і садом. Тут був невеликий басейн із мармуровими левами і кам'яний басейн із водою з гір Сололакі, що доставлялася по трубах.
У 1795 році вся громадянська забудова вулиці була зруйнована і відновлювалася вже після входження Грузії до складу Російської імперії (1805) з можливою зміною трасування вулиці.
Сучасна назва дана на честь грузинського радянського поета Ладо Асатіані (1917—1943). Раніше у вулиці змінювались назви — у 1841 році Садова вулиця, 1843 — Василя Бебутова (Бебутовська), 1922 — Йосипа (Сосо) Іванідзе, з 1923 — Фрідріха Енгельса. Сучасну назву отримала в 1991 році.
Колишнє Манташевське училище з радянських часів займала середня школа № 43, свого часу в ній навчалося багато видатних діячів культури Марлен Хуцієв, Булат Окуджава, Мікаел Тарівердієв, Едуард Хагагортян, Лев Куліджанов, А. Тер-Григорян, А. Мурадов, Тельман Зурабян, Федір Колунцев (Бархударян) та ін. Григорій Бєжанов закінчив цей навчальний (тоді-комерційне училище) заклад ще в 1917 році.

## Відомі жителі
Буд. 4 — у 1941—1942 роках тут жив в евакуації композитор О. Б. Гольденвейзер
Буд. 13 — Бадрі Патаркацишвілі
Буд. 21 — Валеріан Гуніа (меморіальна дошка), Платон Шушанія
Буд. 24 — архітектор Гавриїл Термікелов
Буд. 30 — брати Сіменси.
Буд. 39 — письменник Олександр Ебаноїдзе
Буд. 42-42а — Віктор Амбарцумян
Буд. 44 — Петре Мелікішвілі (меморіальна дошка)
Буд. 46 — Коте Абхази (меморіальна дошка), Володимир (Чука) Гоготішвілі (меморіальна дошка).
Буд. 52 — Леван Агніашвілі.
Буд. 56 — Леван Готуа
У 1944 році в буд. 6 до Рюріка Івнєва приходив авантюрист Василь Єсенін, що видавав себе за сина Єсеніна.

## Пам'ятки
Буд. 17/32 на розі з вулицею Дадіані, відображений на багатьох картинах грузинських і російських художників
Буд. 18 — колишній будинок архітектора Корнелія Татіщева (1897)
Буд. 24 — колишній будинок Бебутова
Буд. 27 — колишній будинок М. Калантарова (архітектор Г. А. Саркісян)
Буд. 28 — колишній пансіон шляхетних дівчат (1905, архітектор О. Г. Озеров)
Буд. 50 — колишнє Манташевське торгове училище (1910—1911, архітектор Газар Саркісян).
У 1909—1914 роках під Сололакський хребет був проритий тунель і зроблений другий вхід в Ботанічний сад із вулиці Ладо Асатіані (інженер К. Хатісов, спільно з Брайловським). Тунель діяв до 2004 року, потім був закритий і перероблений під Нічний клуб.

## Галерея

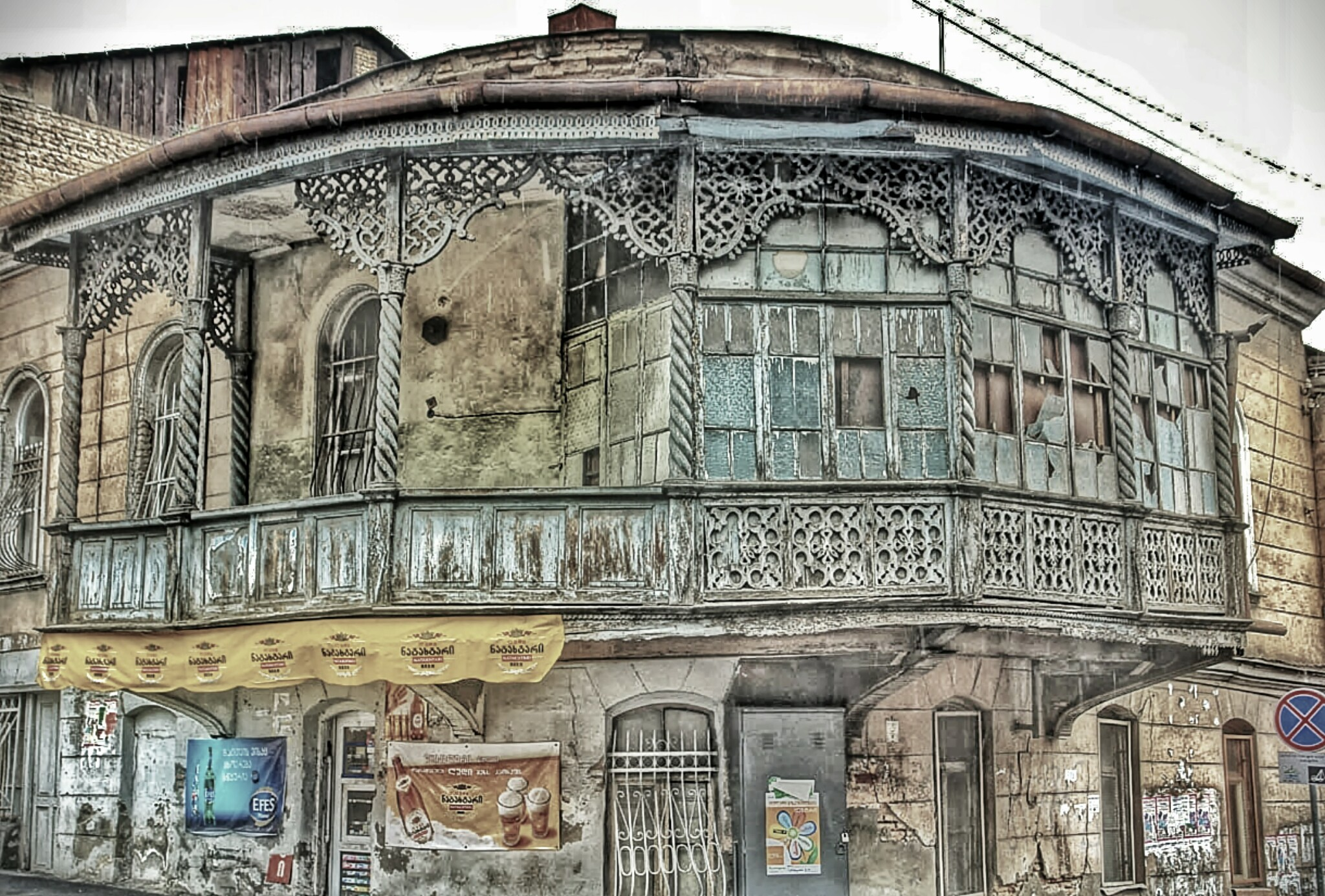
Будинок  17/32
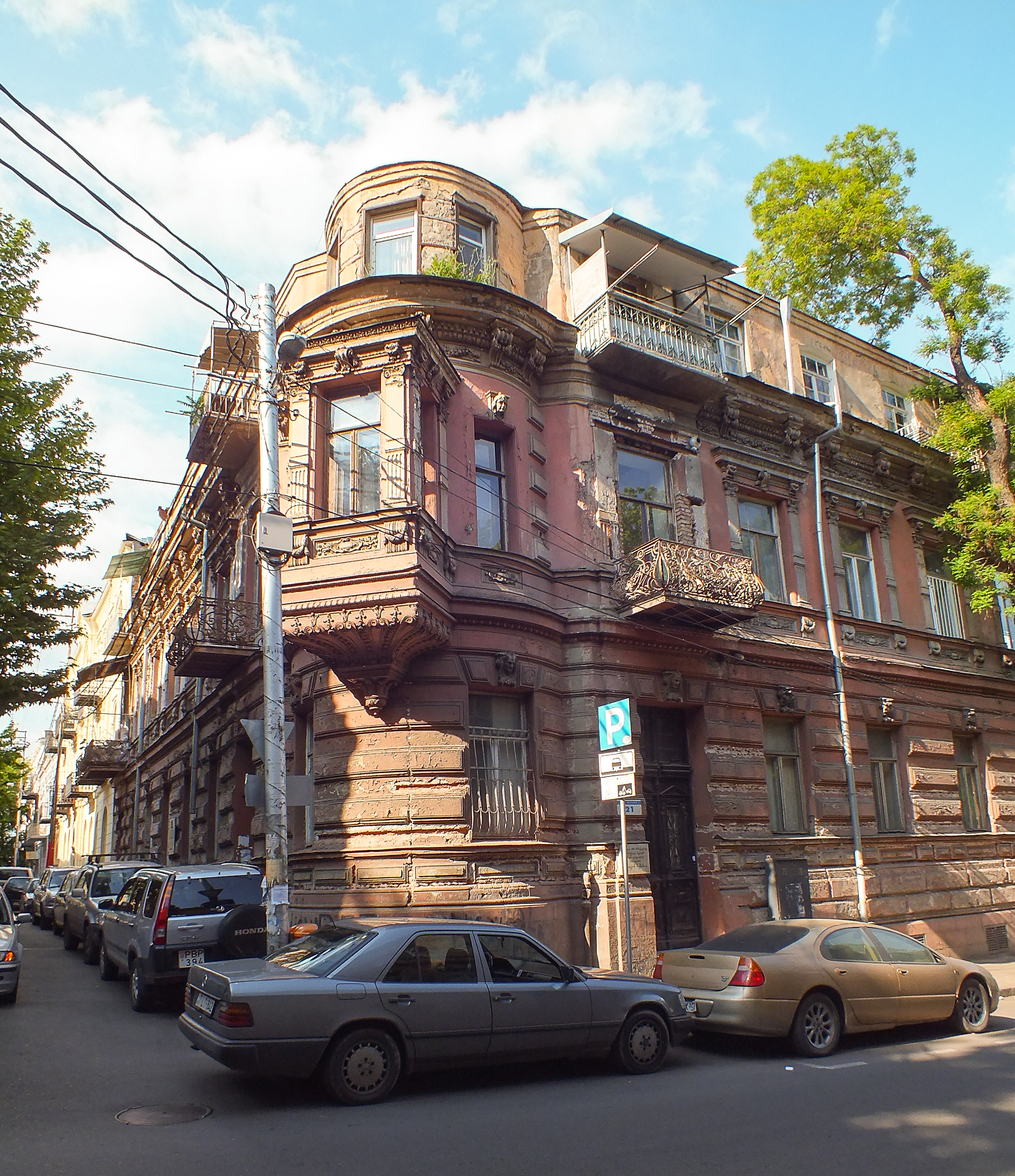
Будинок  21
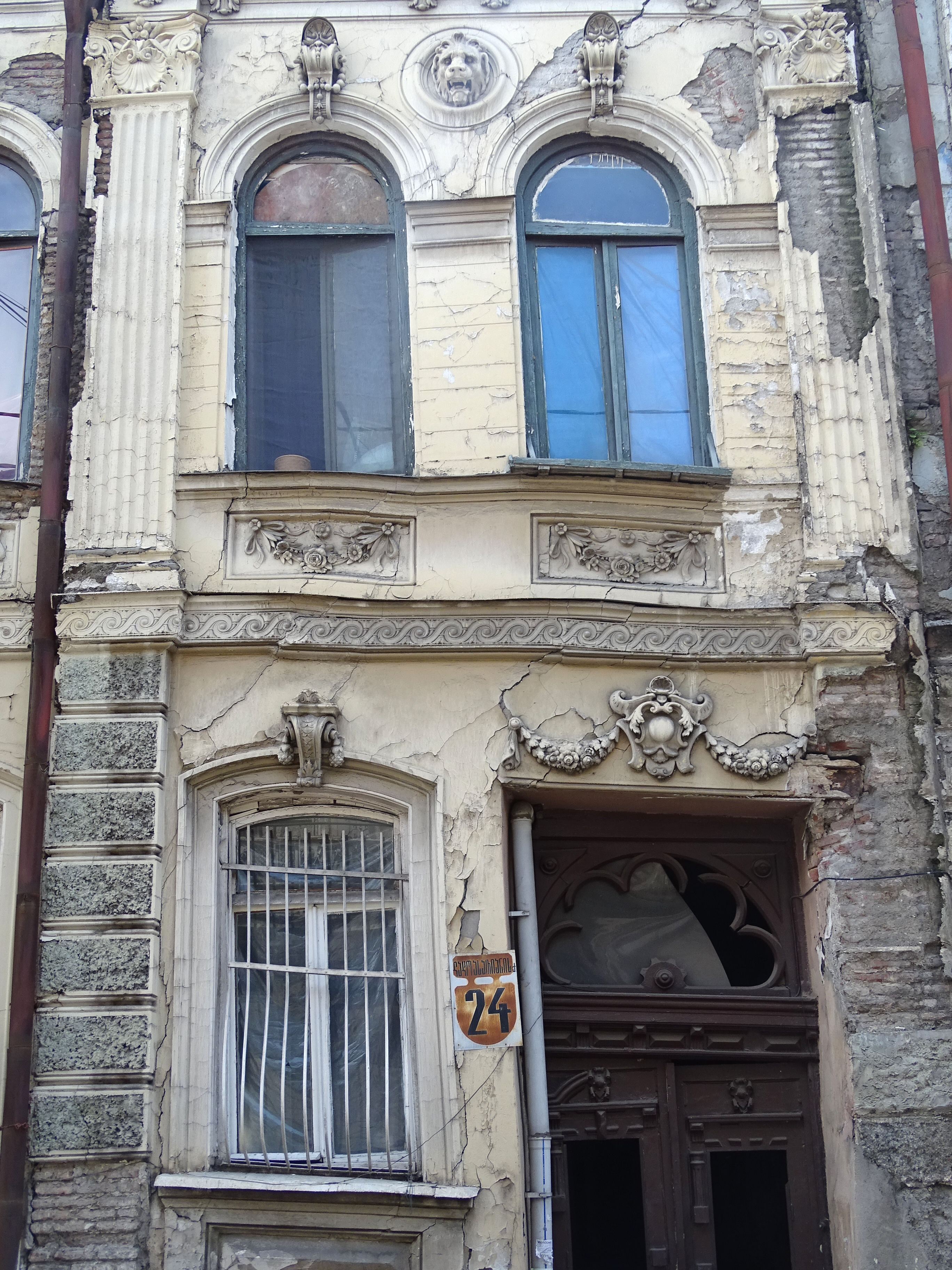
Будинок  24
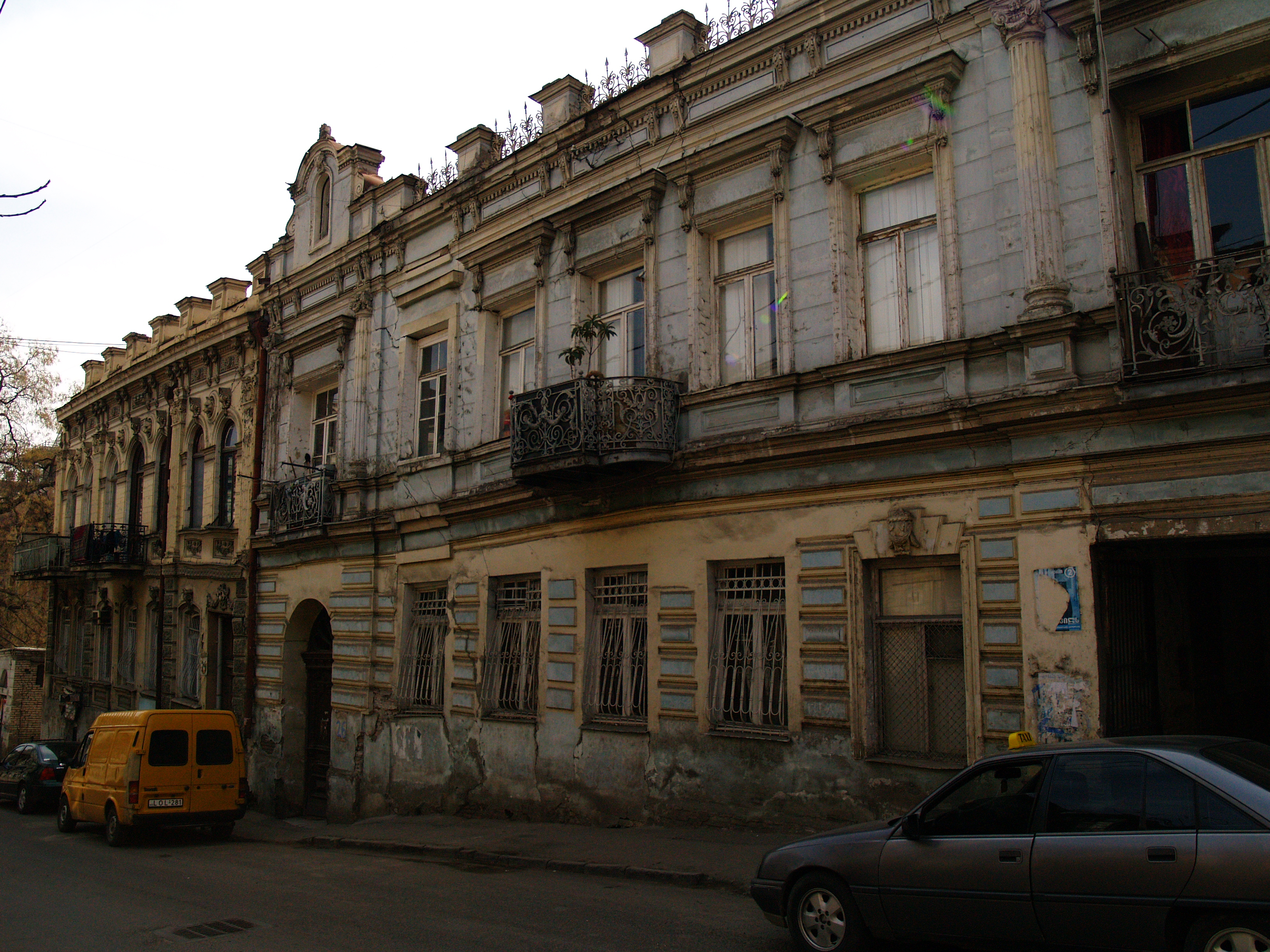
Будинок  24-26
Будинок 28